# Pico de Bugarach
El pico de Bugarach (en occitano: puèg de Burgarag) es la cumbre más alta (1230 m) de la región montañosa de Corbières en el Mediodía francés.

## Características
La parte occidental de la montaña está ubicada en el territorio de la comuna de Bugarach. La parte oriental está en el territorio de Camps-sur-l'Agly. En su base se encuentra la pequeña localidad de Bugarach y en su pendiente sur la fuente del río Agly. Su pico está aislado y no está integrado a una cadena montañosa salvo por el sur. 
Con 1230 m es la montaña más elevada del macizo de Corbières. Desde su cumbre se puede apreciar un panorama que abarca desde los Pirineos hasta la Montaña Negra y desde el mar Mediterráneo hasta el valle del río Aude.
La geología del pico de Bugarach es notable ya que su parte superior es un cabalgamiento de la placa ibérica y es más antigua que las inferiores. Debido a esta característica se la ha descripto como una «montaña dada vuelta».
No es difícil ascender hasta su cumbre. El sendero clásico, conocido como «voie de la fenêtre» (vía de la ventana) debido a un gran agujero en un precipicio, asciende por el lado sur. Existe una ruta más fácil, la Norte, conocida como «col de Linas» (cuello de Linas).

## Mitos
Debido a la inusual geología de la montaña, un gran número de seguidores de la New Age creen que allí viven alienígenas dentro de una nave espacial. Varios de estos grupos se encontraban entre los que aseguraron que al final de la cuenta larga del calendario maya, el 21 de diciembre de 2012, se produciría el fin del mundo (Fenómeno de 2012) y que los extraterrestres que supuestamente viven dentro de la montaña emergerían para salvarlos.
Como resultado de estas creencias, varias personas se establecieron en las cercanías de la montaña. Una estimación del diario inglés The Independent previó en marzo de 2012 que más de cien mil personas planeaban viajar a los alrededores a medida que se acercaba la supuesta fecha apocalíptica. El mayor de los pueblos cercanos, Bugarach, recibió más de veinte mil visitantes entre enero y julio de 2011, un incremento importante respecto de los años anteriores. Un comité parlamentario francés expresó su preocupación acerca de la posible existencia de grupos que planeasen un suicidio colectivo u otros eventos significativos.

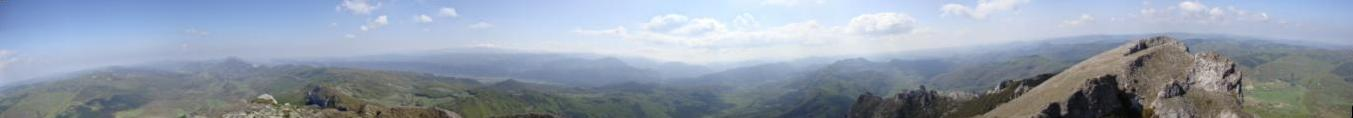
Vista en 360° desde la cumbre.

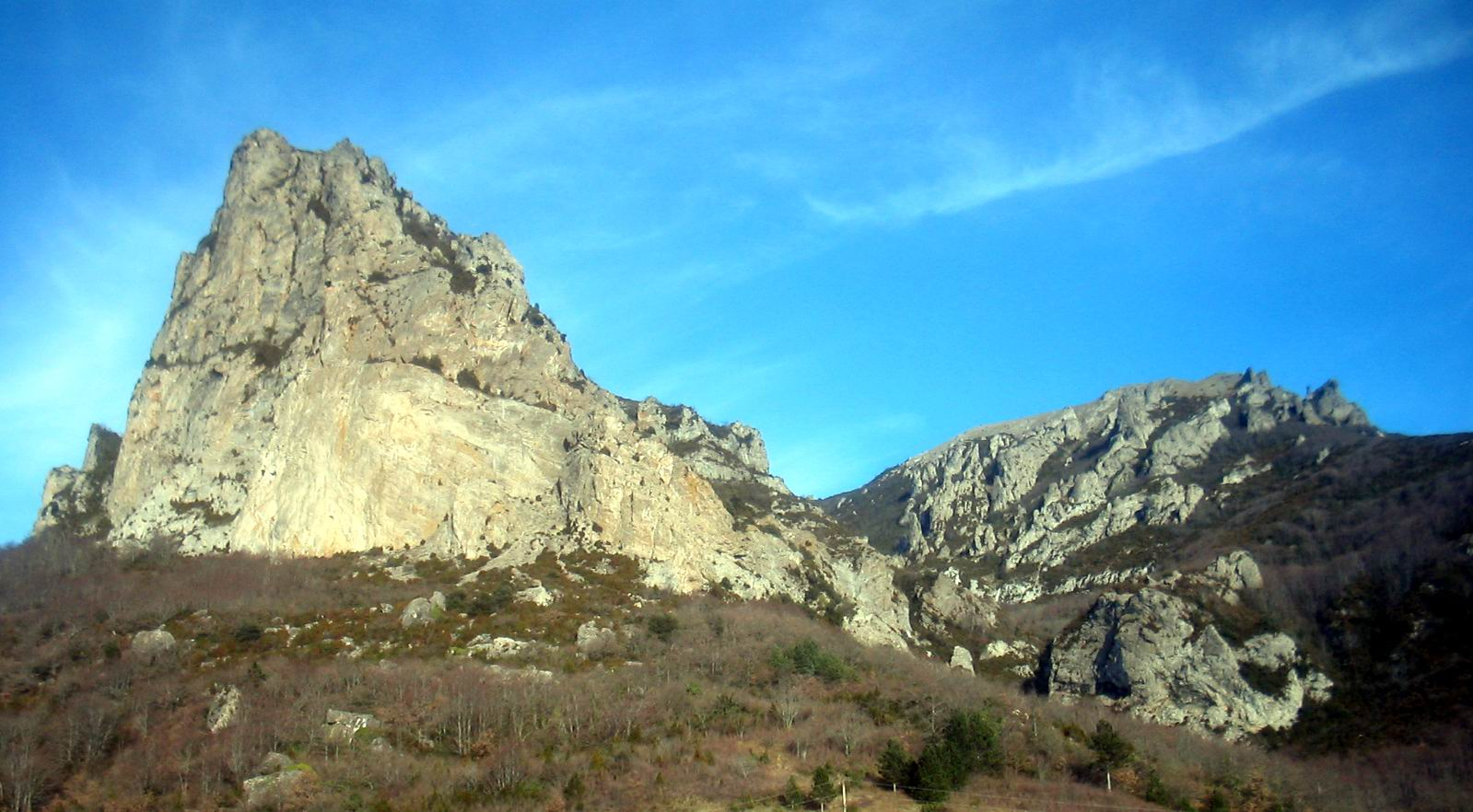
Ladera sur.

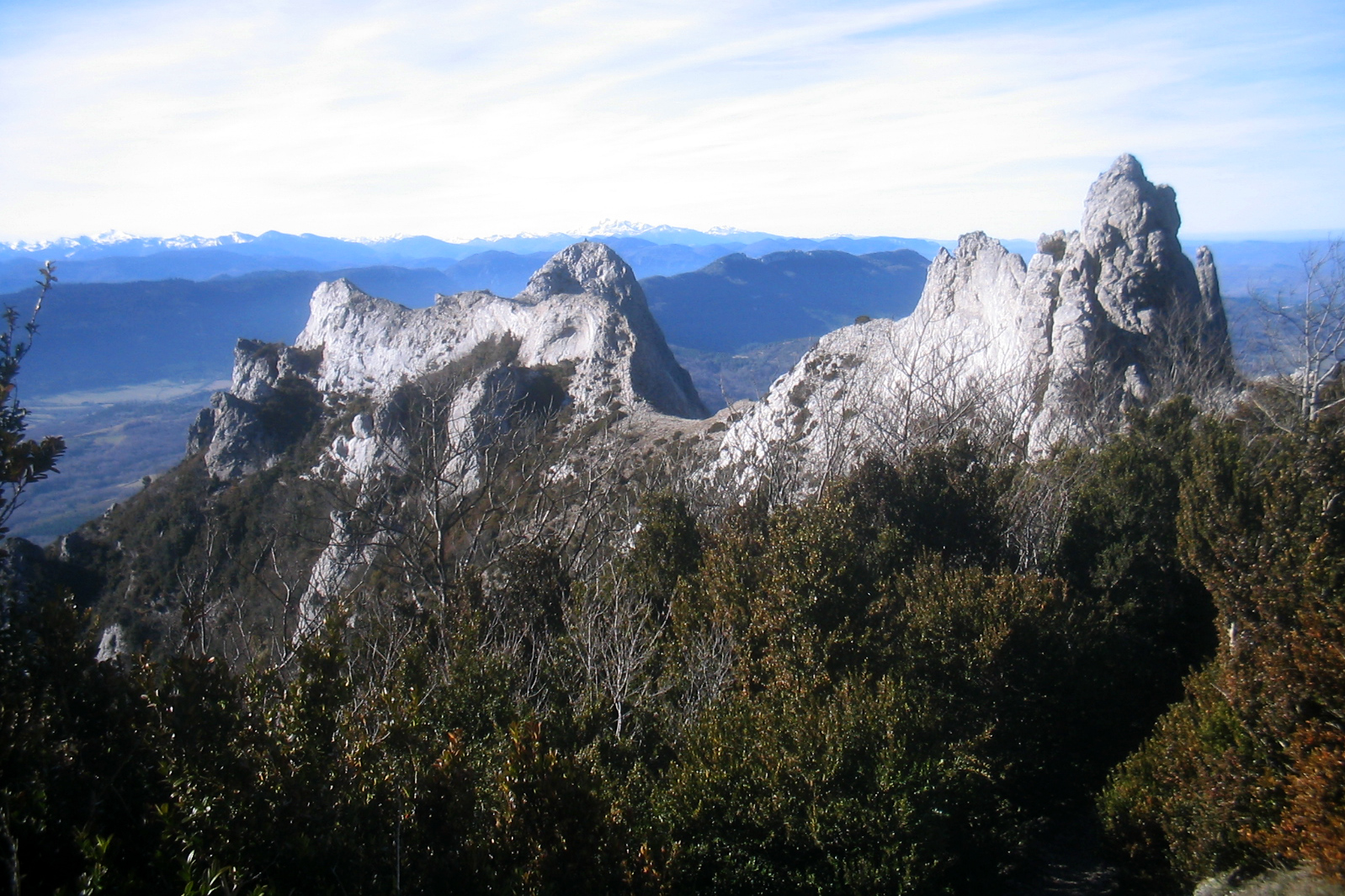
Cumbre de la ladera sur.

Carta del Bugarach